# Pisidice
Pisidice is een geslacht van halfvleugeligen uit de familie schuimcicaden (Cercopidae). De wetenschappelijke naam van dit geslacht is voor het eerst geldig gepubliceerd in 1912 door Jacobi.

## Soorten
Het geslacht Pisidice omvat de volgende soorten:
- Pisidice anthracina Lallemand, 1933
- Pisidice coruscans Jacobi, 1912
- Pisidice mirifica Lallemand, 1941
- Pisidice wittei Lallemand, 1941